# Programme de Bâle
Le Programme de Bâle est un projet créé par l'Organisation sioniste mondiale, et proposé lors du premier Congrès sioniste à Bâle en Suisse, le 31 août 1897. Il fixe les principes suivants :

,
« Le sionisme a pour but un Foyer national légalement garanti et publiquement reconnu pour le peuple juif en Palestine. Pour réaliser cet objectif le Congrès envisage les méthodes suivantes :
1. L'encouragement de la colonisation en Palestine par des fermiers, des paysans et des artisans ;
2. L'organisation de l'ensemble du judaïsme en corps constitués sur le plan local et général, en accord avec les lois des pays respectifs ;
3. Le renforcement du sentiment national juif et de la conscience nationale ;
4. La mise en œuvre des moyens nécessaires pour obtenir le consentement des gouvernements susceptibles de favoriser la réalisation des buts du sionisme. »